# Salute (álbum)
Salute é o segundo álbum de estúdio do girl group britânico Little Mix, lançado a 8 de novembro de 2013 através da Syco.
O single de avanço, "Move", estreou na rádio do Reino Unido a 23 de setembro de 2013 e foi lançado a 7 de outubro do mesmo ano. 
O grupo começou a trabalhar no álbum em junho de 2013 e o concluiu em setembro de 2013. Durante todo o processo de gravação, Little Mix trabalhou com vários produtores, dentre eles TMS, Future Cut, Fred Ball, Duvall, Jimmy Jam e Terry Lewis. O álbum foi em grande parte escrito por Little Mix. Musicalmente conserva o som pop de seu álbum debut, mas profundamente possui um som R&B, mais maduro.
O álbum estreou no número sete no Irish Albums Chart e número quatro na UK Albums Chart. Foi lançado nos EUA em 4 de fevereiro de 2014. O álbum tornou-se seu segundo top dez na América do Norte, estreando no número seis na Billboard US 200 e vendendo um estimado 40.414 cópias na sua primeira semana.
O primeiro single do álbum, "Move", fez sua estreia no rádio em 23 de setembro de 2013 e foi lançado em 3 de novembro de 2013. Ele figurava no número dois no UK Singles Chart e número cinco no Irish Singles Chart. Os singles de acompanhamento "Little Me" e "Salute" atingiram o número 14 e 6, respectivamente, no Reino Unido.

## Antecedentes
Em março de 2013, Little Mix começou sua primeiro campanha promocional nos Estados Unidos. Em múltiplas entrevistas com vários rádios as meninas disseram que iriam começar a trabalhar em seu segundo álbum em abril. O grupo começou a compor e a gravar o álbum em abril e terminou em setembro. Em todo o processo produtivo o álbum contou com a produção de TMS, Future Cut, Fred Ball, Duvall e Jimmy Jam e Terry Lewis.
Em uma entrevista com o Digital Spy, Little Mix disse que queriam um som mais R&B. Jesy Nelson, membro do grupo adicionou: "Eu pessoalmente quero colocar um pouco mais de dança nele. Como em uma das canções que vem de um clube e faz você querer dançar. Não como um som do David Guetta, mais R&B - um pouco como Eve e Let Me Blow Ya Mind da Gwen Stefani".
Elas também revelaram que iam começar a escrever o material para o novo álbum nos próximos meses. No dia 19 setembro, Little Mix realizou um livestrem para anunciar que elas tinham terminado de gravar o segundo álbum; e no mesmo livestrem as meninas anunciaram o primeiro single do CD," Move", este estrearia nas rádio no dia 23 de setembro. Elas também cantaram uma a capella da canção "Little Me", também presente no álbum. No dia 4 de outubro, Little Mix enviou um vídeo para sua conta oficial do YouTube, anunciando que o segundo álbum se chamaria "Salute" e entraria em pré-venda no dia 7 de outubro.

## Lançamento
No dia 4 de outubro, Little Mix enviou um video para sua conta oficial do YouTube, anunciando que o segundo álbum se chamaria "Salute" e entraria em pré-venda no dia 7 de outubro. O álbum foi lançado no Reino Unido no dia 11 de novembro de 2013 e no dia 4 de fevereiro de 2014, no Estados Unidos. Little Mix per formou "Move" no The X Factor Austrália no dia 21 de outubro de 2013, no The X Factor UK no dia 3 de novembro de 2013 e no The X Factor USA, no dia 5 de dezembro de 2013. No programa The Wendy Williams Show e no The David Letterman Show.

## Singles
Em 23 de setembro de 2013, ocorreu a première de  Move, na BBC Radio 1. Para o single Little Mix trabalhou com Nathan Duvall e Maegan Cottone, a canção que do gênero R&B e contem elementos do pop dod anos 90, foi lançada no 7 de de outubro na Nova Zelândia e na Austrália, no Reino Unido e na Irlanda no dia 3 de novembro. A canção recebeu muitos elogios dos críticos musicais, Daily Record deu a canção 5 de 5 estrelas, mencionando que: " Contém inspiração do poo dos anos 90, assim como o R&B, cheio de harmonias, e que a canção era um exito seguro. Robert Copsey, Digital Spy, deu a canção 4 de 5 estrelas, e a descreveu como uma combinação do pop atual, com o estilo de Little Mix e do pop dos anos 90. O single estreou na terceira posição dos charts do UK e em quinto no charts da Irlanda.
Em 30 de dezembro de 2013 Little Me foi o segundo single do álbum, a canção foi anunciada como segundo single no dia 21 de novembro de 2013, pela conta oficial do grupo no YouTube. O quarteto escreveu a canção junto com TMS e Iain James. Robert Copsey do DigitalSpy deu 4 de 5 estrelas, comentando que a canção é fácil e edificante. Melissa Redman elogiou as vozes excepcionais das quatro meninas e a canção, "as hamornias perfeitas e letra madura". O clipe estreio no dia 18 de dezembro de 2013. Em uma entrevista para a FrontRowLiveEnt, Jesy Nelson disse: "Nunca tínhamos feito um vídeo assim antes, isto é muito sincero e significativo, é muito sincero".
 Salute foi lançando como terceiro e último single do álbum, a canção estreou no dis 28 de abril de 2014 nas rádios do UK. O single estreou na 6 posição no UK oficial chart, em 5 na Escócia e 12 na Irlanda.

## Crítica profissional
| Críticas profissionais | Críticas profissionais |
| Pontuações agregadas   | Pontuações agregadas   |
| Fonte                  | Avaliação              |
| ---------------------- | ---------------------- |
| Metacritic             | 66/100                 |
| Avaliações da crítica  |                        |
| Fonte                  | Avaliação              |
| AllMusic               | [ 13 ]                 |
| The Guardian           | [ 14 ]                 |
| Digital Spy            | [ 15 ]                 |
| EntertainmentWise      | (Positivo)             |
| The Observer           | [ 17 ]                 |
| So So Gay              | 8.3/10                 |
| "Unreality TV"         | [ 19 ]                 |
| Yahoo UK e Irlanda     | (positivo)             |

Após seu lançamento, Salute recebeu críticas positivas dos críticos da música. Lewis Corner deu ao álbum 5 de 5 estrelas, observando uma melhora em relação ao primeiro álbum do grupo, indicando que: "o grupo tem crescido muito tanto musicalmente quanto na confiança, pavimentando o caminho para que deem um passo para o cenário mundial mais uma vez e realmente deixar sua marca; ele ainda as compara com o girlgroup norte americano Destiny's Child. Jon O'Brien do Yahoo! se uniu aos elogios, dizendo: "Salute cimentou o estado de Little Mix como o atual grupo feminino mais importante da música"; caracterizando o álbum como "impressionante", "maduro" e "totalmente contagioso". Harriet Gibsone do The Guardian, comparou o álbum com a música pop dos anos 90 e lhe deu, 4 de 5 estrelas. A revista, New Fresh, presou o álbum pelas suas harmonias vocais e pelas letras, elogiaram também a produção do álbum,  já que para ela "soa mais forte e mais polido", a revista pontuou o álbum com a bita 8.2 de 10. O site, MSN, deu ao álbum 5 de 5 estrelas, recomendando as canções "Salute", " Move", "Boy" e "Good Enough". A revista "Spin" incluiu o álbum na lista de fim de ano, dos "20 melhores álbum pop de 2013".

## Alinhamento de faixas
| N.º            | Título                   | Compositor(es)                                                                | Produtor(es)           | Duração |  |
| 1.             | "Salute"                 | Tom Barnes, Peter Kelleher, Ben Kohn, Maegan Cottone, Little Mix              | TMS                    | 3:56    |  |
| 2.             | "Move"                   | Maegan Cottone, Nathan Duvall, Little Mix                                     | Duvall                 | 3:44    |  |
| 3.             | "Little Me"              | Barnes, Kelleher, Kohn, Iain James, Little Mix                                | TMS                    | 3:55    |  |
| 4.             | "Nothing Feels Like You" | Camille Purcell, Uzoechi Emenike, Little Mix                                  | MNEK                   | 3:27    |  |
| 5.             | "Towers"                 | Jamie Scott, Henrik Barman Michelsen, Edvard Foerre Erfjord, Nicole Shortland | Electric               | 3:58    |  |
| 6.             | "Competition"            | Barnes, Kelleher, Kohn, James, Cottone, Little Mix                            | TMS                    | 3:27    |  |
| 7.             | "These Four Walls"       | Richard Stannard, Ash Howes, Bradford Ellis, Little Mix                       | Stannard, Howes, Ellis | 3:28    |  |
| 8.             | "About the Boy"          | Barnes, Kelleher, Kohn, James, Little Mix                                     | TMS                    | 3:44    |  |
| 9.             | "Boy"                    | Purcell, George Tizzard, Rick Parkhouse                                       | Fred Ball              | 2:54    |  |
| 10.            | "Good Enough"            | Barnes, Kelleher, Kohn, James, Purcell, Little Mix                            | TMS                    | 3:52    |  |
| 11.            | "Mr Loverboy"            | Ryan Williamson, Jordan Dollar                                                | Williamson             | 3:14    |  |
| 12.            | "A Different Beat"       | Barnes, Kelleher, Kohn, James, Ayak Thiik, Little Mix                         | TMS                    | 3:27    |  |
| Duração total: | Duração total:           | Duração total:                                                                | Duração total:         | 43:08   |  |

| Edição Deluxe |                            |                                                          |              |         |  |
| N.º           | Título                     | Compositor(es)                                           | Produtor(es) | Duração |  |
| 13.           | "See Me Now"               | Fred Ball, Nicola Roberts, James                         | Ball         | 3:43    |  |
| 14.           | "They Just Don't Know You" | Ball, Roberts, James, Little Mix                         | Ball         | 3:55    |  |
| 15.           | "Stand Down"               | Darren Lewis, Iyiola Babalola, Shaznay Lewis, Little Mix | Future Cut   | 3:39    |  |
| 16.           | "Little Me" (Unplugged)    | Barnes, Kelleher, Kohn, James, Little Mix                | TMS          | 3:56    |  |

## Desempenho nas tabelas musicais

### Posições
| Tabela musical (2013)                         | Melhor posição |
| --------------------------------------------- | -------------- |
| Austrália - ARIA Albums Chart                 | 4              |
| Bélgica - Ultratop 50 (Flandres)              | 56             |
| Bélgica - Ultratop 50 (Valónia)               | 80             |
| Dinamarca - Hitlisten                         | 25             |
| Escócia - Scottish Albums Chart               | 5              |
| Espanha - PROMUSICAE                          | 17             |
| Estados Unidos - Billboard 200                | 6              |
| Estados Unidos (Digital Albums Billboard)     | 5              |
| Finlândia - Suomen virallinen lista           | 50             |
| Irlanda - IRMA                                | 7              |
| Nova Zelândia - NZ Top 40 Albums              | 11             |
| Países Baixos - Mega Album Top 100            | 49             |
| Reino Unido - UK Albums Chart                 | 4              |
| Suíça - Schweizer Hitparade                   | 53             |
| Itália - Italian Albums (FIMI)                | 21             |
| Grécia - Greek Albuns (IFPI)                  | 74             |
| Canáda - Canadian Albuns Chart)               | 7              |
| Noruega - Norwegian Albums (VG-lista)         | 19             |
| Alemanha - German Albuns (Offizielle Top 100) | 90             |
| França - French Albums (SNEP)                 | 32             |
| Croácia - Croatian International Albums (HDU) | 20             |

### Certificações
| País        | Provedor | Certificação | Vendas  |
| ----------- | -------- | ------------ | ------- |
| Brasil      | PMB      | Ouro         | 20,000  |
| Reino Unido | BPI      | Platina      | 300,000 |

## Histórico de lançamento
| País           | Data                   | Formato              | Editora discográfica |
| -------------- | ---------------------- | -------------------- | -------------------- |
| Alemanha       | 8 de Novembro de 2013  | CD, descarga digital | Syco                 |
| Brasil         | 8 de Novembro de 2013  | CD, descarga digital | Syco                 |
| Irlanda        | 8 de Novembro de 2013  | CD, descarga digital | Syco                 |
| Espanha        | 8 de Novembro de 2013  | CD, descarga digital | Syco                 |
| França         | 8 de Novembro de 2013  | CD, descarga digital | Syco                 |
| Portugal       | 8 de Novembro de 2013  | CD, descarga digital | Syco                 |
| Reino Unido    | 11 de Novembro de 2013 | CD, descarga digital | Syco                 |
| Itália         | 12 de Novembro de 2013 | CD, descarga digital | Syco                 |
| Austrália      | 15 de Novembro de 2013 | CD, descarga digital | Syco                 |
| Nova Zelândia  | 15 de Novembro de 2013 | CD, descarga digital | Syco                 |
| Estados Unidos | 4 de Fevereiro de 2014 | CD, descarga digital | Columbia             |